# Politique étrangère de la Thaïlande
 (juin 2018).
- Si vous ne connaissez pas le sujet, laissez ce bandeau (vous pouvez alors contacter les auteurs).
- Si vous supprimez le contenu mis en cause (vous pouvez préalablement contacter les auteurs),

argumentez précisément cette suppression dans la page de discussion
(un manque de référence n'est pas un argument ; une recherche réelle de référence doit avoir été effectuée, être formellement documentée).
La politique étrangère de la Thaïlande vise la neutralité et l’équilibre avec les autres pays du monde. La Thaïlande préfère trouver des solutions diplomatiques plutôt que de s’engager dans des conflits armés  (même si cela est survenu dans le passé).
Elle peut être qualifiée comme étant du « bambou qui penche dans le sens du vent ». Elle se plie sans jamais se briser. On l’a caractérisé par son manque de ligne directrice fixe. Dès les années 1930-40, le gouvernement proclame qu’il ne favorisera aucune nation en particulier, ne donnera aucun privilège ou droit spécial à un pays au détriment d’un autre. À travers tous les défis historiques auxquels a été confrontée la Thaïlande, ce procédé politique a favorisé l’indépendance de la Thaïlande, qui, selon certains spécialistes, n'a jamais été colonisée. D'autres spécialistes proposent plutôt l'idée selon laquelle la Thaïlande a été colonisée à moitié, étant influencée par la présence des différents acteurs coloniaux en Asie du Sud-Est dans le passé malgré ses stratégies mises en place pour éviter d'être colonisée.

## Histoire
Lors de la colonisation en Asie du Sud-Est, la Thaïlande se retrouve entre deux grandes puissances. D’un côté la Grande-Bretagne s’étend en Inde et en Malaisie, puis de l’autre, la France s’incruste au Vietnam et poursuit son chemin au Cambodge et au Laos. La Thaïlande réussit à se sauver de cette colonisation grâce à des ententes bilatérales avec ces pays d’Europe. À cette époque, le royaume du Siam sert d’état « tampon » entre ces deux rivaux coloniaux.
La politique de neutralité persiste dans le temps, mais à l’arrivée de la Deuxième Guerre mondiale les choses se compliquent. Plusieurs facteurs sont en cause:l’influence de la présence japonaise, l’arrivée des Américains sur leur territoire et la Chine communiste.
À la suite de la victoire japonaise contre la Russie, la Thaïlande reconnait la puissance nippone qui se propage en Asie du Sud-Est. Tandis que le Japon se retrouve en Thaïlande à l’aube de la Seconde Guerre mondiale, elle impose un dilemme que le royaume thaï ne peut refuser. Le Siam de l’époque a pris son temps avant de prendre position. Il attendait de voir quel parti serait le plus avantageux. Toutefois, les conflits de définition des frontières avec les Français au Cambodge vont froisser le gouvernement thaïlandais. De plus, voir un pays asiatique industrialisé et en mesure de combattre les puissances européennes donnent envie à la Thaïlande de suivre ses traces. La Thaïlande se penche donc du côté japonais avec pour condition qu’il ait la possibilité de retrouver ses territoires concédés à la Grande-Bretagne et à la France. C’est donc en 1942 que la Thaïlande déclare officiellement la guerre aux États-Unis et au Royaume-Uni. Pourtant, les États-Unis ne prennent pas cette déclaration au sérieux, puisqu’ils considèrent la Thaïlande comme un pays faible et victime des autres États plus forts. Cette vision de la Thaïlande est un atout pour celle-ci lors de la fin de la guerre et à la suite de la défaite du Japon et de l’Allemagne. Étant aussi un pays vaincu, la France a bien l’intention de punir le Siam, la Grande-Bretagne se penche aussi de ce côté. C’est toutefois la montée du communiste dans la région qui fera tourner les opinions et les puissances occidentales préféreront avoir la Thaïlande de leur côté dans cette nouvelle bataille. Ils accepteront finalement la présence de la Thaïlande aux Nations Unies (ONU) en 1946, bien que la France et le Royaume-Uni s’y soient opposé au départ.
Durant la guerre froide, alors que la théorie des dominos sur la propagation du communisme fait peur aux Occidentaux, ils se lancent dans plusieurs conflits et projets afin de réduire la propagation du mouvement.
La Thaïlande se retrouve impliquée malgré elle à cause de ses relations avec les États-Unis et sa position centrale en Asie du Sud-Est. Elle a donc son rôle à jouer durant la guerre du Vietnam (1963-1975).
La Thaïlande se retrouve coincée dans des conflits qui découlent de la guerre froide et finira par froisser les compagnons du précédent royaume du Siam. La Thaïlande n’a d’autre choix que de signer des ententes qui, pour la plupart, la désavantage, afin de retrouver son rôle de moteur de l’Asie.
Néanmoins, la Thaïlande conserve son idéologie politique basée sur la neutralité dans ses relations avec les autres pays du monde. Elle s’investit dans plusieurs projets et ententes avec les États qui l’entourent. C’est d’ailleurs à Bangkok, la capitale de la Thaïlande, que sera créée l’organisation de l’Association des nations de l'Asie du Sud-Est (ASEAN ou ANASE) en 1967. Puisque l’Asie du Sud-Est est dans une phase cruciale de réconciliation régionale à la suite des tensions créées par la Seconde Guerre mondiale et maintenues par la guerre froide, la nouvelle organisation aura d’abord pour but de contrer la montée communiste, puis elle sera source de stabilité et de sécurité dans la région.
La politique étrangère de cette époque, durant les années 1960-70, se veut plus ancienne et expérimentée que celle de ses voisins qui sont à peine détachés de la présence coloniale. Elle est indépendante et souple, ce qui lui vaut son rôle de « centre régional ». Elle utilise alors sa politique étrangère pour protéger et non pour créer une nation thaïlandaise. Les objectifs fondamentaux sont de maintenir l’indépendance du pays et de défendre l’intégrité du royaume  (la religion, la culture, etc.).
Plus tard, Thanat Khoman (en), à ce moment ministre des Affaires étrangères de la Thaïlande, préconise la méthode de concertation et consensus lors des réunions avec divers États. Ce qui deviendra par la suite le fameux «ASEAN WAY».
À la suite du coup militaire fait au gouvernement thaïlandais en 2014, le pays a pris un coup sur la scène internationale.

## Relations les voisins asiatiques de la Thaïlande

### Relations avec la Chine
La relation entre la Chine et la Thaïlande remonte à loin et, bien que cette relation n’a pas toujours été cordiale, elles signent en 2003 un accord bilatéral de libre commerce. La Chine devient rapidement un poids lourd du paysage économique thaï. En 2009, la Chine est placée au deuxième rang des investisseurs au pays. Elle investit particulièrement dans le domaine de l’agroalimentaire, l’exploitation minière et l’industrie chimique.
Depuis 2013, ce ne sont pas moins de six mémorandums d’entente qui ont été signés entre la Chine et la Thaïlande. Parmi eux, on retrouve des accords de coopération énergétique, scientifique, maritime, universitaire ou encore agricole. Les touristes chinois sont aussi très nombreux en Thaïlande, ce qui favorise l’économie locale.

À la suite du coup d’État, lors duquel l’armée a pris le pouvoir en 2014, plusieurs pays prennent du recul face à la Thaïlande, mais contrairement à l’Europe et aux États-Unis, la Chine s’est abstenue de formuler des commentaires négatifs sur le nouveau régime. Le premier ministre chinois Li Keqiang a été, de manière assez symbolique, le premier dirigeant étranger de haut rang à se rendre à Bangkok en décembre 2014, après que l’armée ait pris le pouvoir le 22 mai de la même année.
« La Chine exerce une influence croissante en Thaïlande, moins du fait de sa diaspora que des grands enjeux économiques en termes de connectivité régionale. La visite du ministre des Affaires étrangères chinois à Bangkok en juillet 2017 a été l’occasion pour la Chine et la Thaïlande d’exprimer leur souhait de faire converger leurs projets d’infrastructure respectifs (Route de la soie et EEC) notamment en matière ferroviaire. »

### Asie du Sud-Est et Thaïlande
La Thaïlande possède des relations multilatérales avec les autres États de l’Asie du Sud-Est afin de ne pas dépendre des forces occidentales. Elle se crée un réseau d’amitiés politiques et économiques avec ses voisins pour contrebalancer la présence de puissants États étrangers dans la région. La Thaïlande est très active dans les organisations internationales et régionales. Parmi ses conflits avec ses voisins, la Thaïlande vit des tensions depuis plusieurs années avec la Birmanie. Même s’ils ont des points culturels en commun, les dirigeants thaïlandais continuent de voir la Birmanie comme une menace en partie à cause de son hétérogénéité ethnique (60 % de Birmans et 40 % de minorités ethniques) et aussi parce que la situation politique y est imprévisible.

À la suite de son implication dans la Guerre du Vietnam, en ayant été du côté des États-Unis, la Thaïlande a des relations tendues avec le Vietnam. Néanmoins, le royaume thaï parvient à rétablir des relations cordiales avec son voisin et le Vietnam intègre l’ASEAN en 1995, suivi du Laos en 1997. Cependant, avant ce rapprochement, l’invasion de l’armée vietnamienne au Cambodge, lors du règne des Khmers rouges, en 1979 crée la panique à Bangkok. Le gouvernement a alors peur que l'armée vietnamienne poursuive son ascension jusqu’à la Thaïlande. À la suite du retrait de l'armée vietnamienne du Cambodge, les relations se sont améliorées.
« La Thaïlande se positionne comme un acteur majeur de la connectivité de la partie continentale de l’Asie du Sud-est (Cambodge, Birmanie, Laos, Vietnam) notamment à travers l’Eastern Economic Corridor (EEC) et le projet du grand Mékong. Elle s’investit particulièrement face aux enjeux sécuritaires continentaux tels que les trafics interrégionaux (drogue et trafic humain) ainsi que les questions migratoires.»
Bien que la Thaïlande possède une position géostratégique clé dans l’Asie du Sud-Est et qu’elle ait été à l’origine de la création de l’ASEAN, elle est souvent freinée dans sa lancée pour être le chef de la région, puisque sa politique étrangère est mal définie. Depuis les années 1960, l’instabilité politique du royaume empêche la Thaïlande d’atteindre les devants de la scène politique dans la région.

### Relations avec le Cambodge
Après la guerre froide, la Thaïlande a une relation avec le Cambodge basée sur une meilleure coopération sur des enjeux communs. Ces relations fructifient à travers le temps, étant parfois plus fortes et parfois plus tendues. Lorsque le Cambodge n’a plus un régime socialiste et prend part au marché international au début des années 1990, les relations entre la Thaïlande et le Cambodge s’améliorent. Le fait que l’armée thaïlandaise a certains liens économiques avec les Khmers rouges complique la relation entre le gouvernement thaïlandais et cambodgien, mais ces relations sont malgré tout basées surtout sur de la coopération. La valeur des échanges économiques entre ces deux pays augmente de 9,719 millions de bahts en 1994 à 30,223 millions de bahts en 2004. La Thaïlande allie sa stratégie d’exportation de produits thaïlandais à sa création de projets d’aide et d’investissement au Cambodge. La Thaïlande voit des avantages à investir au Cambodge : elle investit principalement dans les domaines du tourisme, de la transformation de bois, de la communication, du textile, de la transformation alimentaire, de la construction et des agro-industries. La Thaïlande aborde une stratégie de soft-power envers le Cambodge en prenant part à des projets d’aide et d’assistance technique dans ce pays, ainsi qu’à des projets de coopération culturelle favorisant de bonnes relations bilatérales. Notamment, la Thaïlande aide le Cambodge à déminer et restaurer des infrastructures près de Poipet Sisophon. En 1994, elle crée trois écoles de l’amitié thai-cambodgienne. L’aide technique apportée par la Thaïlande de 1992 à 1999 représente 267 millions de bahts.
De nombreuses ententes sont signées pour faciliter ces échanges économiques et culturels, telles que l’entente sur la coopération au niveau des échanges, de l’économie et de projets techniques en juin 1996, le Mémorandum d'entente de la coopération sur la propriété intellectuelle en mars 1997 et l’entente sur la coopération touristique en mars 1998. En 2000, le Mémorandum d’entente sur l’étude et la démarcation des frontières terrestres est signé entre les deux pays pour tenter de remédier aux tensions frontalières. Le comité créé pour mettre en application ce processus, le Joint Border Commission, est confronté à certaines difficultés au niveau de ses activités à cause de la méfiance entre les acteurs thaïlandais et cambodgiens.  
À partir de la moitié de l’année 1997 jusqu’en 1998, les échanges diplomatiques entre la Thaïlande et le Cambodge sont interrompus temporairement à cause d’un conflit de factions au pouvoir qui prend de l’ampleur au Cambodge. Lorsque Hun Sen arrive au pouvoir, la communauté internationale juge le Cambodge comme instable. La Thaïlande, ayant des intérêts divers envers le Cambodge, intervient dans le but de rendre la situation au Cambodge plus stable en encourageant la création de compromis entre les factions cambodgiennes. Hun Sen devient le premier ministre du Cambodge en 1998 et la Thaïlande reprend ses échanges économiques et diplomatiques normaux avec ce pays. En Thaïlande, l’arrivée de Thaksin au pouvoir en 2001 marque les relations entre ces deux pays. Étant un homme d’affaires au grand succès, Thaksin a une politique étrangère envers le Cambodge qui est axée sur les échanges commerciaux. Cette politique étrangère est bien perçue par le gouvernement cambodgien de l’époque.
Au début des années 2000, la coopération est florissante entre les deux gouvernements. Des zones économiques spéciales sont créées par ces deux pays. Celles-ci permettent de favoriser la compétitivité des entreprises thaïlandaises qui peuvent avoir accès à une main d’œuvre bon marché cambodgienne pour augmenter leurs profits. Les deux pays optent pour des mesures qui peuvent réduire certaines tensions en créant le Memorandum of Understanding regarding the Area of their Overlapping Maritime Claims to the Continental Shelf. Les relations entre les deux pays se détériorent en 2003 lorsque des manifestations anti-thaï ont lieu à la suite de propos sur le temple Angkor Wat faits par des personnes de la scène publique. Les manifestations ont pour conséquence l’incendie de l’ambassade thaïlandaise et la destruction de plusieurs bâtiments d’entreprises thaïlandaises en sol cambodgien. La Thaïlande réagit à ces événements en fermant la frontière commune au Cambodge.  Les dédommagements payés par le Cambodge s’élèvent à 50 millions de dollars américains. Les relations diplomatiques normales entre les deux pays reprennent par la suite leur cours progressivement, avec des flux d’échanges importants de part et d’autre de la frontière. Les échanges économiques entre les deux pays s’élèvent alors à 1 milliard de dollars américains en 2006.
L’appartenance du temple Preah Vihear est un sujet de discorde entre la Thaïlande et le Cambodge. Le Cambodge est initialement supporté par le gouvernement thaïlandais dans sa démarche pour faire reconnaitre le temple Preah Vihear comme un site du Patrimoine mondial, ce qui témoigne des intentions de la Thaïlande de favoriser des relations amicales avec le Cambodge sur des sujets sensibles. Cette coopération est toutefois temporaire et la Thaïlande et le Cambodge entretiennent des relations plus tendues à partir de décembre 2008 jusqu’en juillet 2011 à cause d’un conflit entre ces deux pays en lien avec ce temple situé près de leur frontière commune. La méfiance règne alors entre les deux pays et les tensions amènent des accusations, des menaces de violence dans les publications de presse et des confrontations militaires à la frontière qui causent des morts. La fin de ces frictions diplomatiques arrive en juillet 2011 avec l’élection de Yingluck Shinawatra. La Thaïlande retrouve alors de bonnes relations avec le Cambodge qui sont notamment illustrées par les échanges économiques en hausse représentant 4,5 milliards de dollars américains en 2013.
À la suite du coup d’état de 2014 en Thaïlande, une opération d’arrestation d’immigrants illégaux a lieu en Thaïlande, causant le retour de plus de 200 000 travailleurs cambodgiens dans leur pays d’origine. Ce flux de migrants cause des pertes de 1 million de dollars américains par jour au Cambodge lors de cet événement. Globalement, les relations entre la Thaïlande et le Cambodge s’améliorent par la suite et les deux pays continuent de faire des ententes diplomatiques et de la coopération dans divers domaines. Des sujets sensibles comme le temple Preah Vihear et ses environs et la question des revendications maritimes restent problématiques dans leurs relations bilatérales. Des tentatives de coopération au niveau du partage des zones maritimes revendiquées, qui contiennent jusqu’à 1 billion de mètres cubes de gaz naturel et une certaine quantité de pétrole, sont mises en place en 2001 par l’entremise d’un mémorandum d’entente. Cette entente est toutefois annulée par la Thaïlande en 2009.

### Relations avec la Malaisie
La Malaisie est l’un des partenaires économiques les plus importants de la Thaïlande au sein de l’ASEAN. Les échanges économiques que la Thaïlande entretient avec la Malaisie s’élèvent à 98,69 milliards de ringgit en 2017. Les échanges faits à travers leur frontière commune représentent 60% de ces échanges économiques.
La Thaïlande et la Malaisie ont globalement de bonnes relations au cours des dernières années. Concernant leur frontière terrestre commune, la Thaïlande et la Malaise ont un enjeu de sécurité. Il y a dans le Sud de la Thaïlande des groupes malais musulmans revendiquant notamment l’indépendance qui sont le sujet de tensions historiques par le fait que la population de la Thaïlande est majoritairement bouddhiste. Ce fait n’a pas influencé la politique étrangère de la Thaïlande face à la Malaisie jusqu’à ce que Thaksin Shinawatra devienne premier ministre de la Thaïlande en 2001.  Thaksin augmente la présence militaire thaïlandaise dans cette région, ce qui cause des tensions et de la violence. L’approche du gouvernement thaïlandais de l’époque consiste à aborder ce conflit comme étant une menace extérieure à la Thaïlande, en affirmant que ce sont des Malais des provinces Kedah et Kelantan, en Malaisie, qui alimentent les violences dans le Sud de la Thaïlande. Cela a pour conséquence de rendre les relations entre la Thaïlande et la Malaisie tendues. Après l’époque du gouvernement de Thaksin, le gouvernement thaïlandais, avec pour premier ministre Surayud Chulanont, change sa politique étrangère concernant ce conflit en encourageant la création de liens bilatéraux renforcis avec la Malaisie et la diminution de la violence dans la région concernée. La Thaïlande aligne sa politique étrangère de sorte qu’elle n’approfondit pas davantage sa contribution au développement de la coopération avec la Malaisie et devient plutôt plus réceptrice à recevoir les propositions de développement de coopération de la part de la Malaisie. Cela est dû au fait que la Thaïlande a pour objectif d’assurer la sécurité et la stabilité de sa région tout en assurant la souveraineté de son pays. Les gouvernements de Yingluck Shinawatra et Prayuth Chan-o-Cha qui succèdent au gouvernement de Surayud Chulanont poursuivent les démarches du processus de pacification du Sud de la Thaïlande que ce dernier avait initié à la suite de son arrivée au pouvoir.
La Malaisie a participé à la mise en œuvre de dialogues entre le gouvernement thaïlandais et les divers groupes séparatifs en question depuis 2014. De plus, la Thaïlande entretient des liens au niveau de la sécurité avec la Malaisie en participant entre autres à des exercices militaires communs avec la Malaisie et la Chine. Les liens bilatéraux ont une tendance positive soutenue notamment par la rencontre annuelle entre les premiers ministres thaïlandais et malais lors du Annual Consultation.

### Relations avec la Birmanie
Les relations bilatérales entre la Thaïlande et la Birmanie connaissent des épisodes de tensions diplomatiques dès leurs débuts en août 1948, au moment où les deux pays se reconnaissent officiellement. La Thaïlande applique une politique d’État tampon face à la Birmanie lors de la guerre froide en appuyant notamment des groupes rebelles, formés notamment de Karens, en Birmanie qui s’opposent au gouvernement birman. La Thaïlande fait cela dans le but de mettre de la pression sur le régime birman.
Après la guerre froide, la Thaïlande change sa politique face à la Birmanie, ce qui plait au régime birman qui ne voulait pas que la Thaïlande continue d’appliquer sa politique d’État tampon. Voulant devenir un centre économique de l’Asie du Sud-Est, la Thaïlande juge nécessaire d’avoir des relations stables avec ses voisins et souhaite qu’il y ait une stabilité globale dans la région. Le gouvernement thaïlandais met alors en place sa politique d’engagement constructif qui a pour but d’influencer la Birmanie en sa faveur et d’éventuellement amener la Birmanie vers une libéralisation politique. Dans les années 1990, il y a beaucoup de tensions sur la frontière commune entre la Thaïlande et la Birmanie, car les gouvernements démocrates thaïlandais n’agissent pas comme le régime birman le souhaite. Par exemple, le régime birman se bat contre la KNU (Karen National Union), ce qui cause le déplacement de réfugiés en Thaïlande. La Thaïlande crée alors des camps pour les réfugiés, ce qui est considéré comme un appui aux rebelles Karens par le régime birman. Les tensions en lien avec le conflit du régime birman avec la KNU amènent notamment la fermeture de postes frontaliers communs aux deux pays.
Une certaine tendance au niveau des relations bilatérales entre ces deux pays existe : généralement, depuis la fin des années 1990, lorsque le gouvernement thaïlandais est démocrate, les relations entre la Thaïlande et la Birmanie se détériorent, alors que sous d’autres gouvernements, comme celui de Thaksin Shinawatra et Yingluck Shinawatra, les relations entre la Thaïlande et la Birmanie se portent mieux. Lorsque Thaksin devient premier ministre en 2001, les relations de la Thaïlande avec la Birmanie deviennent en effet plus douces. La Thaïlande développe alors des liens économiques et politiques solides avec la Birmanie. À partir de 2000, la Thaïlande reçoit des volumes de produits commerciaux birmans valant 233 millions de dollars qui continuent de croître d’année en année.  
De plus, la Thaïlande joue un rôle majeur dans l’intégration de la Birmanie dans l’ASEAN. Elle propose en 1992 que la Birmanie soit invitée comme observatrice au conseil des ministres des Affaires étrangères, ce qui est toutefois refusé par l’Indonésie, la Malaisie et Brunei qui s’opposent aux actions faites par le régime birman envers les Rohingya. La Thaïlande invite la Birmanie en juillet 1994 à la réunion annuelle de l’ASEAN et la Birmanie finit par en devenir membre le 23 juillet 1997.  La Thaïlande favorise la coopération avec la Birmanie à l’aide de projets tels que l’initiative de coopération économique Ayeyawady-Chao Phraya-Mekong Economic Cooperation Strategy (ACMECS) que la Thaïlande propose en 2003. 40% des fonds fournis par la Thaïlande dans ce projet sont attribués à la Birmanie.
La libéralisation politique de la Birmanie en 2011, encouragée par la Thaïlande, a pour effet une amplification des bonnes relations entre les deux pays. Des discussions sur des sujets sensibles tels que les réfugiés birmans et la délimitation de la frontière entre le Thaïlande et la Birmanie sont alors possibles. Cette ouverture de la Birmanie amène une augmentation des échanges économiques au niveau de leur frontière. En 2014, les importations de produits birmans en Thaïlande, représentant 4 103,7 millions de dollars, font de la Thaïlande le deuxième plus grand importateur de produits birmans. Depuis le coup d’état de 2014,les deux pays se rapprochent davantage. La Birmanie est d’ailleurs le premier pays visité par le général Prayut Chan-o-cha à la suite de cet événement.

### Relations avec le Laos
Durant la Guerre du Vietnam, les États-Unis entretiennent des liens militaires forts avec la Thaïlande, ce qui marque la perception laotienne de la Thaïlande comme étant une menace. Les relations entre la Thaïlande et le Laos s’améliorent malgré tout après la guerre froide. La question des frontières est toutefois un sujet sensible : entre 1984 et 1985, la Thaïlande et le Laos ont de mauvaises relations à cause d’une opposition sur le statut de trois villages près de leur frontière. La présence de réfugiés Hmong et laotiens en Thaïlande qui utilisent des camps de réfugiés comme base pour s’organiser contre le gouvernement laotien dans les années 1990 est également un sujet sensible au sein des relations bilatérales de ces deux pays. Les relations diplomatiques entre ces deux pays sont normalisées en 1988. En 1992, il y a la signature d’un Traité d'amitié et de coopération entre ceux-ci.En 1995, le Laos prend part à la création du Mekong River Commission avec la Thaïlande, le Cambodge et le Vietnam.
Lorsqu’il arrive au pouvoir en 2001, Thaksin voit des opportunités sur le long terme à entretenir des liens économiques avec le Laos, étant donné que l’économie du Laos dépend traditionnellement de la Thaïlande à cause de sa position géographique.  Le gouvernement de Thaksin encourage la coopération avec le Laos en proposant de renforcer leurs liens de sécurité, leurs échanges bilatéraux et leur support du développement du Laos. La Thaïlande favorise alors de bonnes relations avec le Laos en voulant atténuer les tensions liées à des sujets sensibles entre les deux pays. Le gouvernement donne notamment son appui à la Thai-Lao Friendship Association. En 2005, la Thaïlande est le plus grand investisseur au Laos. Des projets d’investissement thaïlandais approuvés par le gouvernement laotien dans les domaines de l’électricité, du transport, des télécommunications, des hôtels et du tourisme totalisent 600 millions de dollars américains.

## Relations avec le reste du monde

### Relations avec les États-Unis
Les États-Unis et le Japon ont été les premiers partenaires économiques de la Thaïlande après la Deuxième Guerre mondiale. À la suite de la signature des accords du Plaza en 1985, des entreprises japonaises délocalisent leurs usines dans des pays de l’Asie du Sud-Est, dont la Thaïlande, pour rester compétitives après que la valeur du yen ait eu une hausse soudaine. Les investissements directs du Japon en Thaïlande augmentent alors de 50% en 1986. De leur côté, les Américains ont joué un rôle très important dans le développement économique en investissant plusieurs millions de dollars dans les infrastructures au cours des années 1950-60. Ils avaient des privilèges particuliers en échange, comme le fait d’avoir la possibilité d’établir leurs entreprises en territoire thaïlandais. En 1951, la CIA aide à créer une unité de police chargée de protéger les frontières du pays afin de contenir le communisme et d’éviter qu’il se propage en Thaïlande. Les États-Unis s'impliquent alors dans le conflit en Indochine.
Durant les années 1960-70, la création de l’ASEAN constitue un équilibre entre les puissances qui s’engagent en territoire sud-est asiatique. Elle réduit l’influence des États-Unis, celle-ci étant importante dans la région. Pour conserver son statut de neutralité et afin d’éviter de favoriser un État plus qu’un autre, la création de l’ASEAN et les relations qu’entretient la Thaïlande avec le Japon viennent contrebalancer la présence américaine sur son territoire. Toutefois, les investissements importants que reçoit le royaume thaï ne lui permettent pas de se détacher complètement de sa dépendance aux États-Unis. Cela amène alors la Thaïlande à s’impliquer aux côtés des Américains dans la Guerre du Vietnam.
À la suite de la défaite des États-Unis au Vietnam, la présence américaine diminue constamment. Ils laissent derrière eux une Thaïlande fortifiée d’une armée beaucoup plus forte, dont les membres seront à l’origine de plusieurs coups d’état.
En 2016, à la suite de l’arrivée de Trump à la présidence du pays américain, un réengagement est en cours entre les deux pays. Le secrétaire d’État, Tillerson, est allé à Bangkok en août 2017 et le premier ministre Prayuth est allé visiter Washington en octobre 2017 à la suite de l’invitation du président Trump.
Depuis l’arrivée de Biden à la Maison-Blanche en 2021, le réengagement continue, surtout concernant la Chine et la Corée du Nord avec leurs menaces permanentes, et, plus récemment, la Russie. Le 18 novembre 2022, Kamala Harris, vice-présidente américaine, en visite dans le pays, annonce que les États-Unis aideront la Thaïlande à conduire leur projet de zéro émission de CO2 d’ici 2025, avec notamment la construction de mini-réacteurs nucléaires, aussi performants et moins polluants, afin d’aider la Thaïlande, qui dépend beaucoup des énergies fossiles.

### Relations avec l'Arabie saoudite
En janvier 2022, l'Arabie saoudite et la Thaïlande ont annoncé le rétablissement de leurs liens diplomatiques, après plus de trois décennies de relations glaciales liées à un vol bijoux d'une valeur de 20 millions de dollars dans un palais saoudien, pour lequel un employé thaïlandais est soupçonné. En 1989, le voleur de bijoux est condamné en Thaïlande à une peine cinq ans de prison, mais les autorités saoudiennes accusent leurs homologues thaïlandais de leur avoir restitué de fausses pierres précieuses, et d’être impliquées dans le meurtre de diplomates saoudiens envoyés en Thaïlande pour enquêter.
En 2022, le rétablissement de leurs relations bilatérales est annoncé à l'occasion de la visite à Riyad du Premier ministre thaïlandais Prayut Chan-O-cha. Dans la même annonce, les gouvernements des deux pays déclarent nommer rapidement à nouveau des ambassadeurs dans leurs deux capitales, tandis que la compagnie aérienne Saudi Airlines annonce la reprise des vols vers la Thaïlande.
Selon le gouvernement thaïlandais, les Saoudiens ont fait part d'un besoin de huit millions de travailleurs qualifiés, notamment dans l'hôtellerie, les soins de santé et les projets de construction, auquel la Thaïlande pourrait en partie répondre.